# Стефанчиков, Николай Андреевич
Николай Андреевич Стефанчиков (1908—1945) — гвардии майор Рабоче-крестьянской Красной Армии, участник Великой Отечественной войны, Герой Советского Союза (1945).

## Биография
Николай Стефанчиков родился 12 декабря 1908 года в деревне Стайки (ныне — Хвастовичский район Калужской области). После окончания семи классов школы работал сначала в родительском хозяйстве, затем в колхозе. В 1930 году Стефанчиков был призван на службу в Рабоче-крестьянскую Красную Армию. В 1933 году он окончил Бобруйскую артиллерийскую школу, в 1938 году — курсы усовершенствования политсостава. Участвовал в польском походе. С начала Великой Отечественной войны — на её фронтах.
К январю 1945 года гвардии майор Николай Стефанчиков командовал 2-м танковым батальоном 65-й гвардейской танковой бригады, (9-го гвардейского танкового корпуса, 2-й гвардейской танковой армии, 1-го Белорусского фронта). Отличился во время освобождения Польши. 20 января 1945 года батальон Стефанчикова в бою под городом Александрув окружил и разгромил группировку немецких войск. В том бою Стефанчиков со своим экипажем уничтожил 3 бронемашины и 7 автомашин. В ходе последующего наступления батальон успешно отразил несколько немецких контратак на окраине Александрува и принял активное участие в боях на улицах города. Во время боя под городом Накель (ныне — Накло) им было отражено ещё пять немецких контратак и уничтожено 4 танка, 17 БТР, 3 противотанковых орудия, 3 зенитные установки, 21 автомашина, 5 батарей миномётов, 18 огневых точек и более 250 вражеских солдат и офицеров.
Указом Президиума Верховного Совета СССР от 27 февраля 1945 года за «умелое выполнение боевых задач, отвагу и мужество, проявленное в боях», гвардии майор Николай Стефанчиков был удостоен высокого звания Героя Советского Союза с вручением ордена Ленина и медали «Золотая Звезда» за номером 5754.
30 июля 1945 года Стефанчиков трагически погиб в автомобильной катастрофе. Похоронен на воинском кладбище в городе Нойштрелиц.

## Награды
Был также награждён орденами
- Красного Знамени,
- Александра Невского
- Красной Звезды,
- Медаль «За боевые заслуги»

## Память
В честь Стефанчикова названа улица в Стайках.